# Cantonul Mézières-Est
Cantonul Mézières-Est este un canton din arondismentul Charleville-Mézières, departamentul Ardennes, regiunea Champagne-Ardenne, Franța.

## Comune
- Charleville-Mézières (parțial, reședință)
- La Francheville